# Over the Limit 2010
Over the Limit 2010 was een professioneel worstel-pay-per-viewevenement dat georganiseerd werd door World Wrestling Entertainment (WWE). Dit evenement was de eerste editie van Over the Limit en vond plaats in de Joe Louis Arena in Detroit, Michigan op 23 mei 2010.

## Matchen
| Nr.                                                                          | Match | Winnaar(s)                                 |
| ---------------------------------------------------------------------------- | --- | ------------------------------------------ |
| 1                                                                            | Drew McIntyre (c) vs. Kofi Kingston in een een-op-eenmatch voor het WWE Intercontinental Championship             | Kofi Kingston (nc)                         |
| 2                                                                            | Ted DiBiase (met Virgil) vs. R-Truth in een een-op-eenmatch                                                       | R-Truth                                    |
| 3                                                                            | Rey Mysterio vs. CM Punk in een S.E.S. Pledge vs. Hair match                                                      | Rey Mysterio                               |
| 4                                                                            | The Hart Dynasty (c) vs. The Miz & Chris Jericho in een tag team match voor het Unified WWE Tag Team Championship | The Hart Dynasty (c)                       |
| 5                                                                            | Edge vs. Randy Orton in een een-op-eenmatch                                                                       | Randy Orton                                |
| 6                                                                            | Jack Swagger (c) vs. Big Show in een een-op-eenmatch voor het WWE World Heavyweight Championship                  | Big Show; diskwalificatie Jack Swagger (c) |
| 7                                                                            | Eve (c) vs. Maryse in een een-op-eenmatch voor het WWE Divas Championship                                         | Eve (c)                                    |
| 8                                                                            | John Cena (c) vs. Batista in een "I Quit" match voor het WWE Championship                                         | John Cena (c)                              |
| (c) huidige kampioen voor en na de match \| (nc) nieuwe kampioen na de match | |                                            |